# サン＝クレール＝シュール＝エプト条約

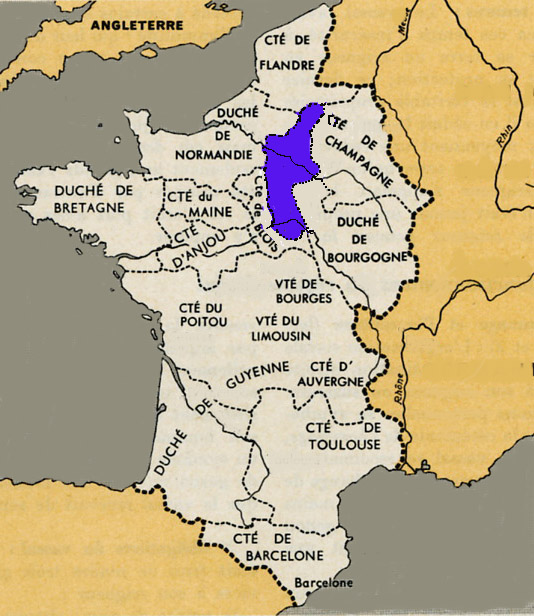
10世紀のフランス王国。Duché de Normandieとある部分がノルマンディー公国、青い部分がフランス王領

サン＝クレール＝シュール＝エプト条約（サン＝クレール＝シュール＝エプトじょうやく、英語: Treaty of Saint-Clair-sur-Epte、仏語: Traité de Saint-Clair-sur-Epte）は、西フランク王シャルル3世とヴァイキングを指揮したロロの間で911年の秋に結ばれた条約。ノルマン人にネウストリアでの居住を認める代わりにシャルル王朝に対する北欧からの侵略から守ることを求めた。ノルマンディー公国の樹立に関する書面による記録は現存していない。

## 経緯
911年、ロロに率いられたヴァイキング集団がシャルトル包囲の前にパリを攻撃した。シャルトル司教のジョセオメの助けを求める声にネウストリア侯爵ロベールとブルゴーニュ公リシャールとディジョン伯爵マナッセスが応じた。911年7月20日、シャルトルの戦いにおいて、多くのフランス人男爵やシャルル3世の不在にもかかわらずロロを撃退した。8月26日のシャルトル近くのフランクの勝利ののち、シャルル3世はロロと協議することを決定。この協議は、ランス大司教エルベによって開かれ、結果としてサン＝クレール＝シュール＝エプト条約が結ばれた。条約はロロとその兵士にエプト川と海の間の土地を「自由所有と良いお金で」すべて与え、それに加えロロにブルターニュを「生活のために」与えた。当時はブルターニュはフランスが征服に失敗し続けている独立国であった。引き換えとして、ロロは軍事的な支援と王国の保護を含む王への忠誠を保証した。親善の証拠としてロロは洗礼を受け 、シャルル3世の嫡女であるとされるジゼラと結婚することに同意した。
条約が及ぶ領土はセーヌ川を下りたかつてのオート＝ノルマンディー地域圏の北部に相当する。しかし、ヴァイキングの領土は最終的にはセーヌ川を西に越え拡大し、ノルマンディー公国を構成した。ノルマンディーの名は統治したノース人にちなむ。
この条約が締結されたのはアラン1世の死後であり、その間は他のヴァイキング集団がブルターニュを占拠していた。937年ごろ、アラン1世の息子のアラン2世は939年の戦いも含む戦争によってヴァイキングをブルターニュから駆逐するためにイングランドから戻ってきた。この間にコタンタン半島をブルターニュが失い、ノルマンディーが獲得した。